# گریت‌هوس ۲۵۵۴۱
سیارک ۲۵۵۴۱ (به انگلیسی: 25541 Greathouse، نامگذاری:1999XB160) بیست و پنج هزار و پانصد و چهل و یکمین سیارک کشف شده‌است که در ۸ دسامبر ۱۹۹۹ کشف شد.
قدر مطلق سیارک برابر ۱۶.۲ است.